# عفیف‌الدین تلمسانی
ابوربیع سلیمان بن علی تِلِمسانی معروف به عفیف‌الدین، (۱۲۱۶ - ۱۲۹۱م) صوفی، شاعر و نویسنده مغربی در سدهٔ هفتم هجری بود.

## زندگی
نسبش «سلیمان بن علی بن عبدالله بن علی» ذکر شده و نسبت‌های تِلِمسانی از روی زادگاهش و «کُومی» از قبیله‌ای که به آن منسوب بوده، برگرفته شده است. برخی به اشتباه وی را کوفی الاصل دانسته‌اند. اصل او از بنی عابد یکی از شاخه‌های قبیله کومیه در مراکش است، بدین جهت وی را عابدی کومی خوانده‌اند. وی در سال ۶۱۰ق در تلمسان زاده شد و طبق طریقت صوفیانه پرورش یافت.
عفیف الدین در جوانی به مصر مسافرت کرد و در خانقاه سعید السعداء قاهره به مصاحبت شیخ شمس الدین ایکی رسید. فرزند عفیف الدین «شاب الظریف» در ۶۶۰ق در همان‌جا به دنیا آمد. مدتی بعد به خدمت محمد قونوی درآمد و از طریق او با آراء ابن عربی آشنا شد. عفیف الدین همچنین در قاهری با ابن سبعین که گویا جد مادریش هم بوده ملاقات کرد. در این دیدار ابن سبعین وی را از استادش قونوی برتر و حاذق تر دانسته است. دلیل توجه ابن سبعین به عفیف الدین این بوده است که هر دو قائل به وحدت مطلقه بوده‌اند.
در این مسافرتها عفیف الدین عازم روم شد و مدتی در آنجا اقامت کرد. آخرین دوره زندگی عفیف الدین تلمسانی در دمشق و در عیش و برخورداری سپری شد. گویا وی در این زمان صاحب جاه و مقامی بوده و منصب خزانه داری دمشق را برعهده داشته است.
عفیف الدین در علوم گوناگون مانند نحو، لغت، فقه، حدیث، اصول، کلام و ریاضی مهارت داشت و در سرودن شعر نیز از جایگاه بلندی برخوردار بود چندان که حتی مخالفان وی نیز بر اهمیت و ارزش سروده‌های وی اذعان داشتند.
عفیف الدین که در بستر مرگ نیز دربارهٔ معرفت خدا سخن می‌گفت در ۵ رجب ۶۹۰ق/ ۱۲۹۱م درگذشت.

## آثار
- شرح المواقف: در تصوف است که اثر محمد بن عبدالجبار نِفَّری را شرح داده است.
- شرح القصیده النفسیه لابن سینا
- شرح منازل السائرین: اثر ابواسماعیل عبدالله بن محمد انصاری را شرح داده است.
- رسالةٌ فی شرح الأسماء الحسنی
- رسالة فی علم العروض